# Thromboxane A2
Thromboxane A2 (TXA2) là chất gây co mạch rất mạnh, gây kết tụ tiểu cầu. Thromboxane A2 được giải phóng ra từ các tiểu cầu đã được hoạt hóa trong cầm máu và có đặc tính prothrombotic: nó kích thích kích hoạt tiểu cầu mới cũng như tăng kết tập tiểu cầu. Điều này đạt được bằng cách kích hoạt thụ thể thromboxane, dẫn đến thay đổi hình dạng tiểu cầu, kích hoạt từ trong ra ngoài các integrin và thoái hóa. Fibrinogen lưu thông liên kết các thụ thể này trên các tiểu cầu lân cận, củng cố thêm cục máu đông. Thromboxane A2 cũng là một vasoconstrictor được biết đến a
và đặc biệt quan trọng trong quá trình tổn thương mô và viêm. Nó cũng được coi là chịu trách nhiệm cho Prinzmetal's angina.